# Alejandro Palomas
Alejandro Palomas (Barcellona, 1967) è uno scrittore e traduttore spagnolo.

## Biografia
Nato a Barcellona nel 1967, si è laureato in filologia inglese all'Università di Barcellona e ha ottenuto un Master in poesia al New College di San Francisco.
Dopo aver iniziato come traduttore dall'inglese, ha esordito nella narrativa nel 2002 con El tiempo del corazón e in seguito ha pubblicato numerosi romanzi, racconti e libri per ragazzi.
Nelle sue opere, molto apprezzate in Spagna, ha trattato temi quali la famiglia, i sentimenti, l'incomunicabilità e i segreti del passato ottenendo prestigiosi riconoscimenti l'ultimo dei quali è stato il Premio Nadal nel 2018 per il romanzo Un amor ancora inedito in Italia.

## Opere principali
- El tiempo del corazón (2002)
- A pesar de todo (2002)
- Pequeñas bienvenidas (2005)
- Tanta vita (Tanta vida), Vicenza, Neri Pozza, 2008 traduzione di Silvia Sichel ISBN 978-88-545-0233-8.
- El secreto de los Hoffman (2008)
- L'anima del mondo (El alma del mundo, 2011), Vicenza, Neri Pozza, 2013 traduzione di Silvia Sichel ISBN 978-88-545-0625-1.
- El tiempo que nos une (2011)
- El cel que ens queda (2011)
- Tanto tiempo (2012)
- Agua cerrada (2012)
- Entre el ruido i la vida (2013)
- Capodanno da mia madre[4] (Una madre, 2014), Vicenza, Neri Pozza, 2008 traduzione di Alessio Arena ISBN 978-88-545-0864-4.
- Aunque no haya nadie (2014)
- Un figlio (Un hijo, 2015), Vicenza, Neri Pozza, 2016 traduzione di Alessio Arena ISBN 978-88-545-1235-1.
- Un perro (2016)
- La dos orillas (2016)
- Un amor (2018)
- Un secreto (2019)
- Una flor (2020)

## Alcuni riconoscimenti
- Premio Joaquim Ruyra de narrativa juvenil: 2014 con Un figlio
- Premio Nacional de Literatura Infantil y Juvenil: 2016 con Un figlio
- Premio Nadal: 2018 con Un amor